# Ulla Schiedewitz
Ulla Schiedewitz (* 1986) ist eine deutsche Schauspielerin und Synchronsprecherin.

## Leben
Im Jahr 2008 besuchte Schiedewitz die Schule für Schauspielkünste in Hamburg. In jüngeren Jahren nahm sie Ballettunterricht.
Als Schauspielerin ist sie in der Serie Morden im Norden zu sehen. Sie war auch in der Reality-Serie Fischer sucht Frau zu sehen.
Sie wohnt in Hamburg.

## Filmographie
- 2016: Morden im Norden
- 2018: Fischer sucht Frau

## Synchronisation
- 2017: Anne with an E
- 2017: PAW Patrol
- 2017–2020: Nella, die Ritterprinzessin